# Paroligopsis aurivilliusi
Paroligopsis aurivilliusi là một loài bọ cánh cứng trong họ Cerambycidae.